# Kobe Brown
Kobe Brown, född 1 januari 2000 i Huntsville i Alabama, är en amerikansk professionell basketspelare (SF) som spelar för Los Angeles Clippers i National Basketball Association (NBA).
Han draftades av Los Angeles Clippers i första rundan i 2023 års draft som 30:e spelare totalt.
Innan Brown blev proffs studerade han vid University of Missouri och spelade för deras idrottsförening Missouri Tigers.